# Hebräisches Henochbuch
Das Hebräische Henochbuch (oder Drittes Henochbuch, Abkürzung 3 Hen oder Hebr Hen), (hebräisch ספר חנוך לר׳ ישמעאל כ׳׳ג), gehört zu den Pseudepigraphen des Alten Testaments. Dem Inhalt nach ist es eine Apokalypse. Der Text entstand, bei Aufnahme älterer Stoffe, allerdings erst im Frühmittelalter und zählt zur esoterischen Literatur des Judentums (Hechalot-Esoterik). Anders als das Erste (Äthiopische) und das Zweite (Slawische) Henochbuch wurde diese Schrift nur innerhalb des Judentums tradiert.

## Inhalt
Rabbi Jischmael, der Erzähler, berichtet davon, wie er in den Himmel aufsteigt und anbetend vor dem Tor des siebten Himmels steht. Er fürchtet, von Engeln in die Tiefe gestürzt zu werden. Gott gibt Rabbi Jischmael sogleich den Engel Metatron als Beschützer, der ihn bei der Hand nimmt und in den siebten Himmel geleitet, wo er die Merkaba schaut. Zunächst ist er angesichts der Seraphim, Cherubim und Ophannim von Furcht überwältigt, aber Metatron hilft ihm, in Gegenwart dieser Engelwesen zu bestehen. Metatron stellt Rabbi Jischmael den Engeln als Israeliten, Leviten und Nachkommen Aarons vor. Jischmael fragt daraufhin Metatron nach seinem Namen. Dieser erklärt, siebzig Namen zu haben, die sich vom Namen Metatron herleiten, aber sein König (= Gott) nenne ihn hebräisch נער na‘ar „junger Mann“. Er sei der Mensch Henoch gewesen, wurde von Gott aus der Generation der Sintflut entrückt und gegen die Einwände der Dienstengel Azza, Uzza und Azziel von Gott zum Engel umgewandelt. Daher ist er verglichen mit den Dienstengeln „jung“.

Die für das Dritte Henochbuch grundlegende Identifikation von Henoch und Metatron geht bis in die Antike zurück: 

„Und Henoch diente in Aufrichtigkeit (בקושטא) vor dem Herrn. Und siehe, er war nicht mehr mit den Bewohnern der Erde, weil er weggerafft worden war (איתניגיר), und er stieg auf zu dem Firmament durch ein Wort (von) vor dem Herrn, und er gab ihm seinen Namen Metatron, der große Schreiber (מיטטרון ספרא רבא).“

Metatron unterweist Rabbi Jischmael: Nach der Vertreibung des Urmenschenpaars aus dem Paradies verweilte die göttliche Gegenwart (Schechina) unter dem Baum des Lebens und durchstrahlte die Welt. Aber bereits die Generation des Enosch (Adams Enkel) begann Götzendienst zu treiben, und Gott zog die Schechina von der Erde zurück. Metatron erläutert sodann seine Transformation in ein Engelwesen: Himmlische Tore (der Weisheit, der Liebe usw.) wurden für ihn geöffnet. Er erhielt eine Engelsgestalt (Größe, Flügel, Augen, strahlende Schönheit). Er erhielt einen Thron ähnlich dem Thron Gottes und wurde zum Stellvertreter Gottes und Herrscher über Himmel und Erde ernannt. Alle Mysterien der Tora wurden ihm enthüllt. Er wurde von Gott in ein Gewand der Ehre gekleidet, gekrönt und erhielt den Namen „klein(er)er JHWH“. Im Hintergrund steht die Vorstellung, dass ein Engel Träger des Gottesnamens ist (Ex 23,20 , vgl. Babylonischer Talmud, Sanhedrin 38b), andererseits das gnostische Konzept des „niedrigeren IAO“. Metatron wurde in eine Flammengestalt transformiert.
Der Tannait Elischa ben Abuja, genannt Acher, „der Andere“, soll aufgrund mystischer Erfahrungen zum Häretiker geworden sein. Im hebräischen Henochbuch heißt es dazu, Acher habe den thronenden Metatron für ein zweites göttliches Wesen gehalten und sei so vom Monotheismus abgewichen. Daraufhin sei Metatron im Auftrag Gottes von einem Engelfürsten mit Lichtschlägen gezüchtigt worden, habe das Privileg des Thronens verloren und müsse seither stehen.
Als Deuteengel erklärt Metatron die Hierarchien und Namen der Engel, die Weise, in der Gott im Himmel Gericht hält, die Himmelstopographie mit den jeweils unterschiedlichen Engelwesen und die Liturgie der Engel bei der Keduscha. Metatron zeigt Rabbi Jischmael die mit flammendem Schreibrohr auf dem Thron der Herrlichkeit geschriebenen 22 Buchstaben der Hebräischen Schrift, durch die Himmel, Erde und alle Kreaturen geschaffen wurden. „Hier sind die Buchstaben nicht mehr einfach Informationsträger, sie führen ein Eigenleben als eine Art Urelemente.“
Metatron zeigt Jischmael, dass die Seelen der Gerechten über dem Thron der Herrlichkeit in der Luft fliegen. Die Seelen der Bösen werden von zwei Zerstörerengeln in die Scheol geführt. Die Patriarchen Abraham, Isaak und Jakob bitten Gott, Erbarmen mit dem Volk Israel zu haben; Gott erwidert, dass die Taten der Frevler sein Erbarmen hindern. Die Patriarchen und der Schutzengel Israels, Michael, weinen; darauf erklärt Gott, dass nichts die Erlösung Israels hindern kann.
Metatron zeigt Jischmael den Vorhang vor dem Thron Gottes, in den alle Taten der Menschen (Vergangenheit, Gegenwart, Zukunft) eingewebt sind; darin eingewebt ist auch der Messias, Sohn Josephs, und der Messias, Sohn Davids. Weiter zeigt Metatron Jischmael die Sterne und die bestraften Engel.
Als Höhepunkt seiner Himmelsvision wird Rabbi Jischmael gezeigt, dass Gott seine rechte Hand hinter seinem Rücken verbirgt, seit der Jerusalemer Tempel zerstört ist. Die Hand selbst beginnt zu weinen, und Tränenströme ergießen sich von den fünf Fingern in das große Meer und lassen die Welt erbeben. Da entschließt sich Gott, sein Volk Israel aus den Nationen der Welt zu erlösen: Er enthüllt seinen Arm und richtet seine Herrschaft auf.
Hier schließen sich einzelne Traditionsstücke an: zu den Gottesnamen, zu Metatron und seinen Namen, der Traditionskette der Tora-Überlieferung sowie über das Wissen, Krankheiten zu heilen.

## Textüberlieferung
Das Buch wurde wahrscheinlich im 6./7. Jahrhundert n. Chr. auf Hebräisch verfasst und im Korpus der Hechalot-Literatur überliefert. Die frühesten Handschriften stammen aus dem 11./12. Jahrhundert. Als Entstehungsregion wird Babylonien oder (in der neueren Forschung) das Byzantinische Reich vermutet.
Nachdem Teile des Werks bereits früher bekannt waren, publizierte Hugo Odeberg das hebräische Henochbuch auf der Grundlage einer Handschrift von 1511.

## Wirkungsgeschichte
Das hebräische Henochbuch integriert ältere Henoch-Traditionen (darunter die differenzierte Engellehre) und jüdische mystische Traditionen von der visionären Schau des göttlichen Throns in ein apokalyptisches Weltbild. Dabei blieb der Verfasser sprachlich und in seiner Vorstellungswelt nah bei der rabbinischen Literatur. Mit diesem harmonisierenden Gesamtentwurf wurde das Werk von jüdischen Esoterikern im Mittelalter viel gelesen. Eine Rezension des Hebräischen Henochbuchs nahm Eleasar von Worms in sein Werk Sode Razzaja auf. In der Renaissance wurde Sode Razzaja ins Lateinische übersetzt und von christlichen Kabbalisten studiert.

### Textausgaben
- Hugo Odeberg: 3 Enoch or the Hebrew Book of Enoch. Edited and translated for the First Time, with Introduction, Commentary and Critical Notes. Cambridge University Press, Cambridge 1928 (Digitalisat, Nachdruck: New York 1973)
- Helmut Hofmann: Das sogenannte hebräische Henochbuch (3 Henoch): nach dem von Hugo Odeberg vorgelegten Material zum erstenmal ins Deutsche übersetzt (= Bonner Biblische Beiträge. Band 58). Hanstein, Bonn 1984. ISBN 3-7756-1072-3.

### Überblickswerke, Fachlexika
- Klaus Herrmann: Henochschriften. In: Religion in Geschichte und Gegenwart (RGG). 4. Auflage. Band 3, Mohr-Siebeck, Tübingen 2000, Sp. 1627–1629.
- Paolo Sacchi: Henochgestalt / Henochliteratur. In: Theologische Realenzyklopädie (TRE). Band 15, de Gruyter, Berlin / New York 1986, ISBN 3-11-008585-2, S. 42–54.

### Monographien, Artikel
- Abraham Schalit: Untersuchungen zur Assumptio Mosis (= Arbeiten zur Literatur und Geschichte des hellenistischen Judentums. Band 17). Brill, Leiden 1989. ISBN 90-04-08120-8.